# اليكوه (بشتكوه)
الیکوه (بالفارسية: الیکوه) هي قرية تقع في إيران في Poshtkuh Rural District. يقدر عدد سكانها بـ 2,382 نسمة .